# Бобрусь-Порадник Людмила Костянтинівна
Людми́ла Костянти́нівна Бобру́сь-Пора́дник (при народженні Бобрусь; нар. 11 січня 1946, Київ) — українська гандболістка, дворазова олімпійська чемпіонка.

## Спортивна кар'єра
Виступала за київський «Спартак»
Золоті олімпійські нагороди здобула в складі збірної СРСР на монреальській та московській Олімпіадах. У фінальному турнірі монреальської олімпіади грала у п'яти матчах, закинула 6 голів, у Москві зіграла в п'яти матчах, закинула 2 голи.